# Ligidium germanicum
Ligidium germanicum là một loài chân đều trong họ Ligiidae. Loài này được Verhoeff miêu tả khoa học năm 1901.